# Нефритова культура
Філіппінські нефритові артефакти або Нефритова/жадова культура — артефакти, виготовлені з білого та зеленого жаду, які датуються аж до 2000—1500 рр. до н. е. і були виявлені в ряді археологічних розкопок на Філіппінах в 1930-х роках. Артефактами були і такі інструменти, як зубила, і прикраси, такі як сережки лінлін-о, браслети і намиста.
Вважається, що про існування «жадової культури» свідчать десятки тисяч вишукано різьблених нефритових артефактів, знайдених на археологічній ділянці в провінції Батангас.

## Історія
Жад/нефрит — мінерал, що широко використовується в Азії як орнаменти або для декоративних цілей. Найстаріші нефритові артефакти в Азії (6000 до н. е.) були знайдені в Китаї, де нефрит використовували як основний камінь китайської скульптури. В 3000 році до н. е. нефритове виробництво в культурах Хуншань і Лянчжу на території Китаю досягло свого піку. У цей період знання нефритових ремесел поширилось через море на Тайвань і зрештою на Філіппіни. Предмети, виявлені у кількох місцях на Філіппінах, були зроблені з нефриту. Нефрит, виявлений на розкопках на Філіппінах, був двох типів: нефрит білий і зелений нефрит.
Імпортований з Тайваню нефрит викликав на Філіппінах художні і технологічні інновації протягом першого тисячоліття нашої ери. Торгівля нефритом між двома країнами тривала з 500 р. до н. е. по 1000 рік н. е. Врешті-решт, місцеві філіппінські ремісники додали величезну кількість стилів і методів міжнародної нефритової промисловості. Ці навички та стилі досягли інших частин світу, таких як Нова Зеландія.

## Нефритові артефакти на Філіппінах
Розкопки на Філіппінах дали велику кількість нефритових артефактів. Вперше були виявлені в 1930-х і 1940-х роках, завдяки роботі Х. Отлі Бейера. Його розкопки на ділянках в провінціях Рісаль, Маніла, Батангас, Булакан і Лагуна дали тисячі білих нефритових доліт і тесаків. Більшість з цих предметів зберігаються в Національному музеї антропології в Манілі.
Протягом 1960-х і 1970-х років розкопки, зроблені Робертом Фоксом у печерах Табон в північному Палавані та інших прилеглих ділянках, дали близько 350 зелених нефритових прикрас, в тому числі сережки лінлін-о (омега-подібні), браслети і намиста.
Відтоді нефритові артефакти були знайдені і на інших археологічних ділянках. Білі нефритові артефакти були виявлені на декількох ділянках, в тому числі Баха і Уліланг Бундок в Калатагані, укритті Іль Рок в північній частині провінції Палаван і на острові Сіаргао в Сурігао-дель-Норте. Зелені нефритові артефакти були також виявлені на ділянках у Долині Кагаян, Кагаяні, Ісабелі, Батангас, острові Масбате, Сорсогон і центральному Палавані.
У 2004 році Анарська нефритова майстерня була виявлена Пітером Беллвудом і Еусебіо Дізоном на острові Ітбаят у Батанес. Кілька зелених нефритових артефактів, таких як тесаки, орнаменти і фрагменти були знайдені в майстерні Анаро, а також на ділянках на сусідніх островах Сунгет і Савідуг. Вважається, що нефритові інструменти і прикраси виготовлялись на цій ділянці, звідки і назва «майстерня».

## Походження нефритових артефактів

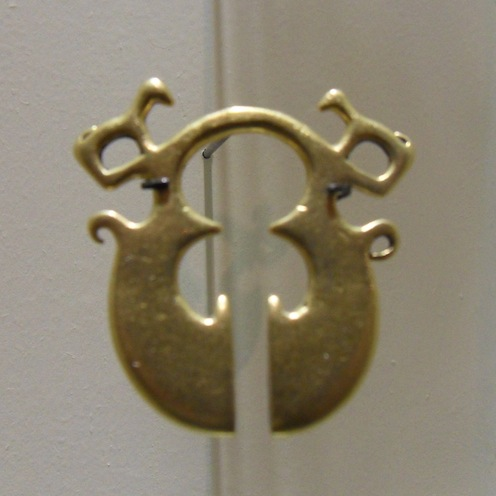
Металічні сережки лінлін-о з Лусона

Найстаріший відомий зелений нефритовий артефакт -це пара браслетів, знайдена у підніжжя Нагсабаран в Долині Кагаян. Мінеральний склад цих артефактів відповідає фенгтянському нефриту; їх вік було визначено на рівні близько 3500-4000 років.
Теорія «прибуття з Тайваню» припускає, що австранезійсько-мовні люди з Південного Китаю почали мігрувати на Філіппіни в 2000 році до нашої ери. Перша хвиля мігрантів висадилися на головному острові Лусон або Батанесі. Хоча не відомо, чи нефрит був привезений сюди поселенцями з самого спочатку або був завезений внаслідок торгівлі між північними Філіппінами і Тайванем, збільшення торгівлі нефритом між двома цими територіями сталося приблизно в 1000 році до нашої ери. Однак точно відомо, що торгівля нефритом припинилася, і переробка і повторне використання нефритових інструментів призвели до того, що пізніші артефакти є меншими за розміром.
Вушні прикраси лінлін-о  з проєкцією бутону лотосу використовувались у період між 300 р. до н. е. і 100 р. н. е. Вони вирізняються тим, що були розроблені для популярності на південних ринках. Вони досягли Палавану, південного В'єтнаму і печер Ніах у Сараваку, Малайзія. Схожі лінлін-о були також знайдені в Таїланді та Камбоджі, але вони ще не перевірялись на походження. Сережки ймовірно були філіппінського виробництва, а нефрит був ввезений з Тайваню; про це свідчить той факт, що люди з південного В'єтнаму і Філіппін говорять австронезійськими мовами, а ці дві території були частиною величезної торговельної мережі, коли Південно-Східна Азія торгувала з країнами навколо Середземного моря, Індією та південним Китаєм близько 2000 років тому.

## Мінералогічний аналіз
Нефрит — це рідкісний мінерал, який формується в унікальних геологічних умовах. Є лише 120 відомих родовищ нефриту у світі. Два типи нефриту, виявлені на Філіппінах, були проаналізовані з метою визначення родовища, з якого вони походять.
Зелений нефрит описується як прозоро-зелений з чорними вкрапленнями. Аналіз зелених нефритових артефактів на Філіппінах показав, що камінь складається з тремоліт-актинолітових амфібол з цинково-хромітові вкрапленнями, характерних для фенгтянського нефриту, чиї великі родовища знаходяться у Фенгтян, Тайвань. Виняток становлять лише фрагмент тесака з зеленого нефриту, знайдений у печері Тінокод в Західному Міндоро, джерело якого залишається невідомим.
Білий нефрит має молочний колір і може мати червонувато-коричневі, чорні або зелені смуги. Він складається з тремолітових амфібол. Камінь має вищий коефіцієнт ізотопів кисню, ніж всі інші джерела білого нефриту у Східній Азії. Тому археологи вважають, що артефакти з білого нефриту створювались з місцевого родовища на Філіппінах. На жаль, розташування цього родовища ще не відкрите.